# Aptuk Noewahe
Aptuk Noewahe, ook geschreven als Noewahé (23 juni 1938 – Apetina, 16 oktober 2023), was een Surinaams inheems leider. Hij was sinds 1976 granman van de Wayana's.

## Biografie
Aptuk Noewahe werd basja toen hij 20 jaar oud was en granman op zijn 27e. Hij volgde toen Kananoe Apetina op.
In 2000 werd hij uitgeroepen tot Officier in de Ere-Orde van de Palm. In 2017 werd zijn dorp Apetina het eerste dat beschikt over een eigen vliegtuig. Dat was van het type Cessna. Drie mannen in het dorp werden opgeleid tot piloot.
Hij werd rond 2016/2017 door een beroerte getroffen. Hij sukkelde een tijdlang met zijn gezondheid en in de avond van 16 oktober 2023 overleed hij na een kortstondig ziekbed. Aptuk Noewahe is 85 jaar oud geworden.
Trio/Wayana (lijst) · 
Aluku (lijst) · 
Aukaners (lijst) · 
Kwinti (lijst) · 
Matawai (lijst) · 
Paramaccaners (lijst) · 
Saramaccaners (lijst)
politiek in Suriname · granman · kapitein · basja